# Алчаков, Эдуард Валерьевич
Эдуард Валерьевич Алчаков (род. 7 ноября 1981) — российский самбист, бронзовый призёр чемпионатов России по боевому самбо 2008 и 2009 годов, мастер спорта России. Выступал во второй полусредней весовой категории (до 74 кг). Наставниками Алчакова были А. В. Майчиков и М. Я. Яйтаков. Является президентом Федерации борьбы дзюдо и самбо Республики Алтай.

## Спортивные результаты
- Чемпионат России по боевому самбо 2008 года — ;
- Чемпионат России по боевому самбо 2009 года — ;